# 민권청
민권청(영어: Office for Civil Rights; OCR)은 미국 교육부에 딸린 외청이다. 민권 관련 법률들에 의거하여 학교들에서 인종, 피부색, 출신국, 성별, 장애여부, 나이 등의 이유로 인한 차별이 발생하는 것을 감시하고 금지하는 일을 한다.